# 全国高等学校野球選手権福滋大会
全国高等学校野球選手権福滋大会（ぜんこくこうとうがっこうやきゅうせんしゅけんふくじたいかい）は、1974年（第56回）から1977年（第59回）まで福井県と滋賀県の高等学校を対象にして開催された全国高等学校野球選手権大会の地方大会である。通称は福滋大会（ふくじたいかい）。大会名は福井県の福（＝ふく）と滋賀県の滋（＝じ）と両県の頭文字からとられた。

## 概要
1977年（第59回）までは、1958年（第40回）以降5年おきに開催される記念大会を除き参加校が少ない府県は複数府県で代表校を選出していた。福井県は北陸大会（ただし構成する県は新潟・富山・石川・福井→富山・石川・福井→石川・福井と変遷あり）、滋賀県は京都府との京滋大会に出場していた。
1974年2月12日の第56回全国高等学校野球選手権大会運営委員会で、1978年（第60回）以降毎年1府県1代表(北海道、東京は2代表)制を採ることになり、その前段階として参加校の多い府県を順次単独府県で出場させることにした。これにより、この年は岩手・福島・茨城・千葉・新潟・京都が1府県1代表制となった。この時に引き続き複数県で出場する地域については区割りの再編が行われた。新潟県と京都府が1府県1代表となったことでこの両府県に挟まれた富山・石川・福井・滋賀の4県で2分割することとなり、北陸大会の名称は残ったものの対象県は富山県と石川県に変更された。そして、福井県と滋賀県を対象とした福滋大会が編成されることとなった。なお、福井県と滋賀県は隣接県ではあるものの、春と秋に開催されるブロック別での大会では福井県では北信越大会に、滋賀県は近畿大会に出場しているため、複数県で出場する大会としては異なるブロックで構成する珍しいケースとなった。
上述の通り、1978年（第60回）より原則毎年1府県1代表(北海道、東京は2代表)制になったため1977年（第59回）で終了することになった。この大会は4回行われたが代表校はすべて福井県の学校が出場し、滋賀県からは代表を送り出すことができなかった。

## 大会方式
- 福井県予選と滋賀県予選を行い、1974年（第56回）・1975年（第57回）は両県予選上位2校ずつの4校、1976年（第58回）・1977年（第59回）は両県予選勝者の2校がそれぞれ福滋大会に進出した。
  - 1974年（第56回）決勝は両県勢対決となったが、1975年（第57回）は滋賀県勢が2校とも準決勝で敗退し、決勝は福井県勢対決となった。
- 1974年（第56回）・1976年（第58回）は福井県営球場（福井市）で[4]、1975年（第57回）・1977年（第59回）は皇子山球場（大津市）でそれぞれ開催された[5][6]。
- 甲子園球場で開催される全国大会と同様に勝利校の校歌吹奏・校旗掲揚が行われた[7]。

## 大会結果
| 年度（大会）         | 優勝校（代表校） | 決勝スコア | 準優勝校       |
| -------------------- | ---------------- | ---------- | -------------- |
| 1974年（第56回大会） | 三国（福井）     | 2 - 0      | 比叡山（滋賀） |
| 1975年（第57回大会） | 三国（福井）     | 3x - 2     | 福井商（福井） |
| 1976年（第58回大会） | 福井（福井）     | 9 - 2      | 石山（滋賀）   |
| 1977年（第59回大会） | 福井商（福井）   | 11 - 2     | 比叡山（滋賀） |